# Батагай-Алыта
 Батага́й-Алыта́ (якут. Баатаҕай Алыыта), также часто называют Саккыры́р (якут. Саккырыыр) — село в России, административный центр Эвено-Бытантайского улуса Республики Саха (Якутия).
Административный центр и единственный населённый пункт Тюгесирского наслега.

## География
Расположено на реке Улахан-Саккырыр. Имеется воздушное сообщение с Якутском.

## История
Село было основано в 1936 году. До 1963 года было центром Саккырырского района.

## Население
| 1939  | 1959  | 1989  | 2002  | 2010  | 2012  | 2013  |
| ----- | ----- | ----- | ----- | ----- | ----- | ----- |
| 411   | ↗803  | ↗1500 | ↗1722 | ↗1832 | ↘1809 | ↘1798 |
| 2014  | 2015  | 2016  | 2017  | 2018  | 2019  | 2020  |
| ↘1796 | ↗1829 | ↘1817 | ↗1818 | ↗1835 | ↗1861 | ↗1877 |
| 2021  |       |       |       |       |       |       |
| ↗1953 |       |       |       |       |       |       |

## Инфраструктура
В селе находятся школа (преподаётся эвенский язык), дом культуры, музыкальная школа, библиотека, народный театр. народный краеведческий музей. Планируется строительство малой ГЭС. В селе работают три оператора сотовой связи «Мегафон», "Билайн" и «МТС».